# Cheba Maria
Cheba Maria es una cantante originaria de Casablanca, Marruecos.
En 1998, Cheba Maria se trasladó a La Serena
 (Francia) en busca de nuevos encuentros y experiencias musicales.
Rápidamente convenció a un público más amplio y un lugar en el mundo del arte con su voz excepcional y una irresistible alegría de vivir.
Se produce junto con varios artistas:

## Discografía
- 1998, su dúo con Cheb Rachid, "Enta Ould Bladi" (Fuera de mi país).

- 1999, "Amalec Zine" (¿Qué tienes?).

- 2000 "Zinek Khater" (Tu belleza es irresistible).

- 2001 "Rani Mghamra" (Primera parte de la aventura).

- 2003 "Jenentinie" (Me vuelves loco) y la participación en el álbum Fever Raï'n'B: El título "Mon Bled" a dúo con Mohamed Lamine y Rohff vendió más de 250.000 copias, lo que le dará la oportunidad de recibir de manos del registro Sony Music el primer disco de oro.

- 2005 "My Love"

- 2008 "Ould Bladi"

- 2012 "Atlas Lions"

- 2013 "La princesa Sara", con Psy 4 de la Rime en el álbum 4D

Cheba Maria fue capaz de crear un estilo influenciado por la música raï (Argelia) y la música popular de Marruecos y Oriente Medio en general.